# Достоевистика
Достоѐвскове́дение (достоеви́стика) — раздел литературоведения и истории литературы, посвящённый творчеству и биографии Фёдора Михайловича Достоевского. Исследователи жизни и творчества Достоевского называются достоевистами, достоеведами или достоевсковедами. В XXI веке возникло новое понятие — «неодостоевсковеды».
Среди известных российских достоевистов: академик Г. М. Фридлендер, доктор исторических наук С. В. Белов, доктора филологических наук И. Л. Волгин, А. С. Долинин, В. Н. Захаров (глава «петрозаводской школы» в российской достоевистике), Т. А. Касаткина, В. С. Нечаева, Л. И. Сараскина, К. А. Степанян, Г. К. Щенников.
В 1971 году западными исследователями для изучения творчества русского писателя было создано Международное Общество Достоевского, что было приурочено к 150-летней годовщине его рождения.

## Цель науки
За время существования этого раздела науки о литературе устоялась своеобразная цель, которую фактически можно назвать основной. Наиболее точно она раскрыта в труде В. Комаровича «Достоевский. Современные проблемы историко-литературного изучения» (1925).
Известный литературовед говорит о том, что в первое время работы над творчеством Достоевского (рубеж XIX и XX веков) «среди разнообразных задач историко-литературного анализа романов Достоевского выделялась — как основная — проблема идеологии» писателя. Этого стоило ожидать, потому что «идеологическая насыщенность» произведений Достоевского, «оставляя современников равнодушными или недоумевающими, вместе с тем, без сомнения даже для них, составляла и составляет то неповторимо своеобразное в этом творчестве, чем резко выделяется оно среди русской литературы XIX столетия». Опыт, «открывший» творчество Достоевского для обозрения различным философам и критикам, оказался весьма полезным, но он имел существенный недостаток: в процесс осведомления читателями Достоевского вмешивалось то, что было характерно для первых религиозно-философских концепций. Например, критики далеко не всегда «отчётливо различали в романе частный художественно-философский вымысел и общее авторское задание, функциональное назначение в целом романа той или иной философемы и общий символический смысл этого целого; благодаря такому смешению сплошь и рядом создавались произвольные идеологические построения, лишь выдаваемые за адекватную „передачу в понятиях“ философских интуиции художника».

## Изучение идеалов и принципов писателя
Согласно В. Л. Комаровичу огромный рывок вперёд в изучении творчества писателя произошёл благодаря работе Вячеслава Иванова «Достоевский и роман-трагедия». Нетрадиционность, с которой критик подошёл к изучению писателя, заключается в том, что «мировоззрение Достоевского, как задача исследователя, предстоит ему здесь как стройная и строгая дедукция идей и понятий миросозерцания из основного начала, из „принципа миросозерцания“. Идеология Достоевского ищется в диалектике её собственных положений, чтобы найти верховное начало миросозерцания, из которого развернётся потом сама собой вся полнота верований Достоевского». Иванов оказался в своём роде первопроходцем, указав цели и задачи достоевсковедения: нужно найти «узел, которым связаны воедино поэтика и философия Достоевского», тот главный «принцип миросозерцания» писателя, который можно увидеть в особенности построения его романа, в «законах» его поэтичности.
За многие годы после того, как вышла в свет работа В. Л. Комаровича, российское достоевсковедение (включающее и «русское зарубежье») заложило богатую базу идей, на которых основывается эта наука. Данную основу к 90-м годам XX века выстроили исследования творчества Достоевского таких известных литературоведов, как А. C. Долинин, В. С. Нечаева, В. Л. Комарович, Л. П. Гроссман, В. В. Виноградов, А. Л. Бем, П. М. Бицилли, A. З. Штейнберг, И. И. Лапшин, М. М. Бахтин, А. П. Скафтымов, К. В. Мочульский, Р. Плетнев, Я. Э. Голосовкер, А. В. Чичерин, Н. Чирков, М. Альтман, Л. А. Зандер, Г. М. Фридлендер, Л. Розенблюм, Е. М. Мелетинский, В. Н. Топоров, Л. М. Лотман, В. В. Кожинов, В. Я. Кирпотин, Г. Мейер, Г. Д. Гачев, В. Ветловская, Ю. И. Селезнёв, Г. Пономарева, Н. Натова, В. Туниманов, А. Архипова, Е. Кийко, А. И. Батюто, Т. Орнатская, Н. Буданова, Д. Соркина, И. Якубович, И. Битюгова, С. Г. Бочаров, В. Н. Захаров, Р. Поддубная, И. Л. Волгин, Н. Тамарченко, Р. Г. Назиров, Р. Я. Клейман, В. Свительский, А. Кунильский, и другие.

## Влияние коммунистической идеологии
Однако в то время, когда коммунистическая идеология оказывала сильное влияние на советскую науку, не давая учёным свободно мыслить и творить, неизбежно возникли интерпретации, которые искривляли суть идей писателя в плане религии. Изучать поэтику Достоевского, не беря во внимание православный подтекст, значило превратить теоретические выводы советских учёных в пустой звук. Когда в стране начались идеологические перемены, в достоевсковедении, что немудрено, случилось коренное изменение исследовательской парадигмы. Вышло так, что вне христианства творчество Достоевского не могло быть правильно понято. Гурий Щенников утверждал, что «этико-психологический и поэтологический анализы оказались вытесненными исследованием национально-религиозных корней творчества писателя». Пути понимания Достоевского снова пролегли через онтологию и осведомление неразрывной связи человека с Богом, что привело к совершенно новому витку осознания «исключительной масштабности творчества» писателя, художественно описавшего всю сложность христианской метафизики. Конец XX — начало XXI века было отмечено появлением новых исследований, в которых творчество Достоевского изучается в контексте христианской морали. Заслуживает внимания монография В. В. Дудкина, который вслед за Л. И. Шестовым пытался провести параллель между творчеством Достоевского и немецкого философа Ф. Ницше: «Вопрос о том, нужно ли сравнительное изучение Достоевского и Ницше, — из разряда риторичных. Каждое из этих имён как магнитом притягивает другое. На магистральном движении культуры Достоевский и Ницше образуют перекрёсток, который невозможно миновать на пути в XX век. Да и, судя по всему, в XXI тоже».

## Современное достоевсковедение
Российское литературоведение достигло определённых результатов в осмыслении христианского контекста творчества Достоевского. Однако в середине 90-х годов XX века стало отчётливо ясно, что толкование произведений писателя и всей русской литературы не представляется возможным без решения важных дилемм теории литературоведения, имеющих связь с осмыслением именно православного подтекста русской литературы как самостоятельного явления на почве мировой литературы. И. А. Есаулов анализирует роман «Братья Карамазовы» при помощи философско-эстетической категории соборности, рассматриваемой «не как теоретическая абстракция, имеющая идеологическую природу, а как выражение одной из фундаментальных особенностей русского православного пасхального архетипа». Соборное начало (православный код) свойственно не только творчеству Достоевского, но и также «во многом определяет особый подтекст великих произведений русской словесности различных исторических эпох и различных литературных направлений, отразивших этот архетип». Ряд глубоких мыслей о соборности творчества Достоевского высказал Вячеслав Иванов, концепция которого, по мнению И. А. Есаулова, «предвосхитила идею М. М. Бахтина о полифоническом типе художественного мышления». И. А. Есаулов предлагает сопоставить центральную для православного христианства категорию соборности (православный код) с категорией полифонии М. М. Бахтина для их комплексного исследования.
В настоящее время в достоевсковедении наблюдается осознание необходимости разрешения вопросов теоретической поэтики, связанных не только с более точным определением православного идеала, но и с результатом исследований, которые лишний раз засвидетельствовали достоверность разработанного И. А. Есауловым положения о важности литературоведческой аксиологии в процессе анализа художественного произведения. Бесспорно, никто не говорит, что нужно создавать какую-то уникальную «религиозную филологию», против чего выступает С. Г. Бочаров. Отмечены совершенно иные вопросы и выдвинута совсем другая цель, а именно — сомнения, связанные с искажениями объекта (субъекта) исследования, и позиционирование истории русской литературы как отдельной научной дисциплины, которая, по мнению И. А. Есаулова, была бы тождественна «в своих основных аксиологических координатах с аксиологией объекта своего описания». Сегодня ведётся дискуссия уже не столько о вполне узнаваемых изменениях объекта повествования, когда исследователь принципиально или невзначай отдаляется от православного фундамента русской культуры, сколько об интерпретации самого христианского нрава русской литературы XIX века. Образовавшийся диспут относительно «степени» насыщенности художественного мира русских писателей секуляризационными течениями и в связи с этим сбережения целостности православной духовности стала результатом достаточно определённого разграничения точек зрения литературоведов. О. В. Пичугина писала: «Кроме того, в достоевсковедении готова почва для полемики по поводу христианских воззрений Достоевского в 1860-е годы, то есть той религиозной позиции писателя, которая сказалась при создании романов „Преступление и наказание“ и „Идиот“. Начало полемики уже положено в статьях С. Бочарова, Г. Ермиловой, А. Кунильского, Г. Померанца, В. Свительского, Г. Щенникова и др. Безусловно, по-прежнему вопрос о догматических представлениях позднего Достоевского — самый спорный в современной науке».

## Дискуссии о взглядах Достоевского

### Достоевский и религия
Сегодня ярко выражены два совершенно противоположных мнения о характере религиозных взглядов писателя. М. М. Дунаев, исследовав основы творчества Достоевского, пришёл к следующему выводу: «Никакого „своего христианства“, не совпадающего с полнотою истины Христовой, то есть с Православием, у Достоевского не было и не могло быть». Мнение исследователя наилучшим образом выражает фраза: «Вне Православия Достоевский постигнут быть не может, всякая попытка объяснить его с позиции не вполне внятных общечеловеческих ценностей малосмысленна. Конечно, некоторые истины можно извлечь из творческого наследия писателя и вне связи с его подлинною религиозною жизнью — Достоевский для того слишком многоуровневый писатель, — но: без скрепляющей всё основы всякое осмысление любой проблемы останется и неполным, и шатким, ненадёжным».
На другом полюсе находится мнение К. Г. Исупова: «Для Достоевского — художника, мыслителя и публициста — нет трансцендентного Бога. Ни Троица, ни Отчая Ипостась его не слишком интересуют; он знает Богочеловека Христа в аспектах явленья и чуда, кенотического Боговоплощенья, знает его как Абсолютного Другого, но этот Абсолютный Другой осознан им преимущественно по эту сторону бытия как жертвенный идеал, нравственная норма, обетование Преображения и Спасения. Иначе говоря, Христос понят как имманентный человеческому феномен сверхчеловеческого».

### Нейтральная позиция
«Промежуточная» позиция, скорее всего, наилучшим образом раскрыта точкой зрения А. М. Любомудрова, признающего, что Достоевский «приближался» к православным догмам, и его творчество во второй половине XIX века можно назвать «мощным противодействием» секуляризационным веяниям в культуре. О. В. Пичугина писала: «Данная оценка, однако, сопровождается существенными оговорками, в частности согласием с мнением В. Котельникова, считающего, что Достоевский отрицал „мистическое, содержание православия“, „обрядность и церковность“, а также догматически неверно понимал христологию. В работах последних лет были названы основные пункты расхождения писателя с православием: несторианская ересь, гностицизм (И. Кириллова, Б. Тихомиров)».
При этом крайне важно, что авторами этих последних трудов не выступали богословы Русской православной церкви. Обвинения Достоевского в ереси могут рассматриваться с формальной точки зрения, поскольку современные атеисты имплицитно воспринимают Достоевского «язвою [общества], возбудителем мятежа между иудеями, живущими по вселенной, и представителем Назорейской ереси» (Деян. 24:5). Однако размышления далёких от теологии авторов не находят подтверждений в «Православной Энциклопедии».
Более сдержанная оценка была опубликована в статье протоиерея Дмитрия Григорьева, отмечавшего, что «у Достоевского есть сходство с „восточной“ антиохийской святоотеческой школой в основных для него вопросах: христологическом и антропологическом». Казалось бы, стоит заговорить о том, что в достоевсковедении набирают обороты тенденции, в которых отражено желание усмотреть в религиозной позиции писателя идеи гуманизма. О. В. Пичугина приводит один пример, доказывающий появление своеобразной тенденциозности в интерпретации религиозных тем Достоевского.

## Тенденция гуманизма
И. Кириллова утверждала, что христологические представления писателя близки несторианскому учению, а в доказательство цитировала письмо к А. Н. Майкову от 16 (28) августа 1867 года: «деизм нам дал Христа, то есть до того высокое представление человека, что его понять нельзя без благоговения и нельзя не верить, что это идеал человечества вековечный!» Очевидно, без знания контекста может показаться, что цитата подтверждает мысль исследовательницы о том, что писатель категорически заблуждался в понимании синтеза двух совершенных природ в Иисусе Христе и принимал его за человека, ставшего в определённое мгновение своей жизни «обителью Божества». Ясное дело, одно лишь восприятие Христа как человека не говорит о еретическом мировоззрении Достоевского. Стоит вспомнить: «Первый человек — из земли, перстный, второй Человек — Господь с неба». Но не исключена возможность, что человека, читающего статью И. Кирилловой, все-таки отчасти из-за недостатка знаний привлечёт данная цитата. Восстановленный контекст рассеет все сомнения. В своём письме Достоевский даёт резкую оценку личности И. С. Тургенева и его роману «Дым», а также диспутирует с атеистами: «И эти люди тщеславятся, между прочем, тем, что они атеисты. Он объявил мне, что он окончательный атеист. Но Боже мой: деизм нам дал Христа, то есть до того высокое представление человека, что его понять нельзя без благоговения и нельзя не верить, что это идеал человечества вековечный! А что же они-то, Тургеневы, Герцены, Утины, Чернышевские, нам представили? Вместо высочайшей красоты Божией, на которую они плюют, на что они надеются и кто за ними пойдет?» Здесь отчётливо видно, насколько мнение Достоевского расходится с мнениями атеистов.
К сожалению, есть предположения, что в работе И. Кирилловой используется цитата, вырванная из контекста, и это далеко не случайность: идёт доказательство идеи гуманистического соблазна, которой Достоевский верен безоговорочно, особенно в 1860-е годы.
Ересь — это своеобразный перевалочный пункт на пути к «новому убеждению», которому суждено появиться уже в 70-е. На определении христологии Достоевского как еретической основываются интерпретации романа «Идиот».
Современное желание «гуманизировать» Достоевского говорит прежде всего о невнимании к духовным началам его творчества. Как справедливо отмечал архиепископ Иоанн (в миру Д. А. Шаховской), читая публикации, посвящённые Достоевскому, можно «измерить „кровяное давление“ в русском и мировом литературоведении», причем попытки «гуманизировать» творческое наследие писателя всегда было наименее достойным.

## Будущее и перспективы науки
Ещё раз возвращаясь к «вечной» цели, установленной В. Комаровичем, нужно отметить, что в наши дни, вопреки здравому смыслу, российское достоевсковедение находится в начале своего пути к осознанию глубины характера творчества Достоевского, в определении реальной связи его поэтики и религиозно-философских воззрений. Считается, что именно на этой почве достоевсковедение ждут уникальные и неожиданные открытия. Как говорил А. Звозников, «перечитывание Достоевского в русле тысячелетней православной традиции позволит увидеть совершенно неожиданные глубины мистики и богословски осознанной им религиозности русского народа». Очень важно, чтобы сегодняшнее «перечитывание» Достоевского развивалось «в русле» христианства, а именно, в полном, а не частичном соответствии с отличительными чертами той духовности, выразителем которой являлся один из величайших писателей в истории России.

## Рекомендуемая литература
- Жожикашвили С. Заметки о современном достоевсковедении // Вопросы литературы. — 1997. — № 4.
- Захаров В. Н. Проблемы изучения Достоевского: Учебное пособие. — Петрозаводск: Изд-во ПетрГУ, 1978. — 110 с.
- Мединская Н. Б. Ф. М. Достоевский в американской критике 1980—1990-х годов (Дисс. канд. филол. наук). — Томск, 1997. — 226 с.
- Миллионщикова Т. М. Творчество Ф.М. Достоевского в американском литературоведении конца XX — начала XXI века (Дисс. канд. филол. наук). — М., 2011.